# Burgos (La Union)
Burgos é um município de  quinta classe de renda municipal (d) na província La Union, nas Filipinas. De acordo com o censo de 1 de maio  de  2020 possui uma população de 9 006 pessoas e 2 145 domicílios.